# Club de Yates de Clearwater
El Club de Yates de Clearwater (CYC, por las iniciales de su nombre en idioma inglés, Clearwater Yacht Club) es un club náutico privado situado en Clearwater (Florida), Estados Unidos.

## Historia
El club se fundó en 1911, por lo que es uno de los clubes náuticos más antiguos de Florida. Su prestigio dentro del mundo de la vela ligera creció en los años 1930 cuando su flota Snipe, la número 46 de la SCIRA, alcanzó gran fama y nivel competitivo. En 1935 organizó la primera edición de la Snipe Midwinter Regatta, que sigue organizando anualmente y es la regata con mayor número de ediciones organizada por el club.
En plena época de dominio de la clase Snipe, nació en el club la que ahora es la más popular del mundo, el Optimist, en 1947. Aquí se creó la primera flota del mundo y aquí navegó la primera embarcación de esta clase, patroneada por el joven Clifford McKay Jr.